# Gerald Wilson

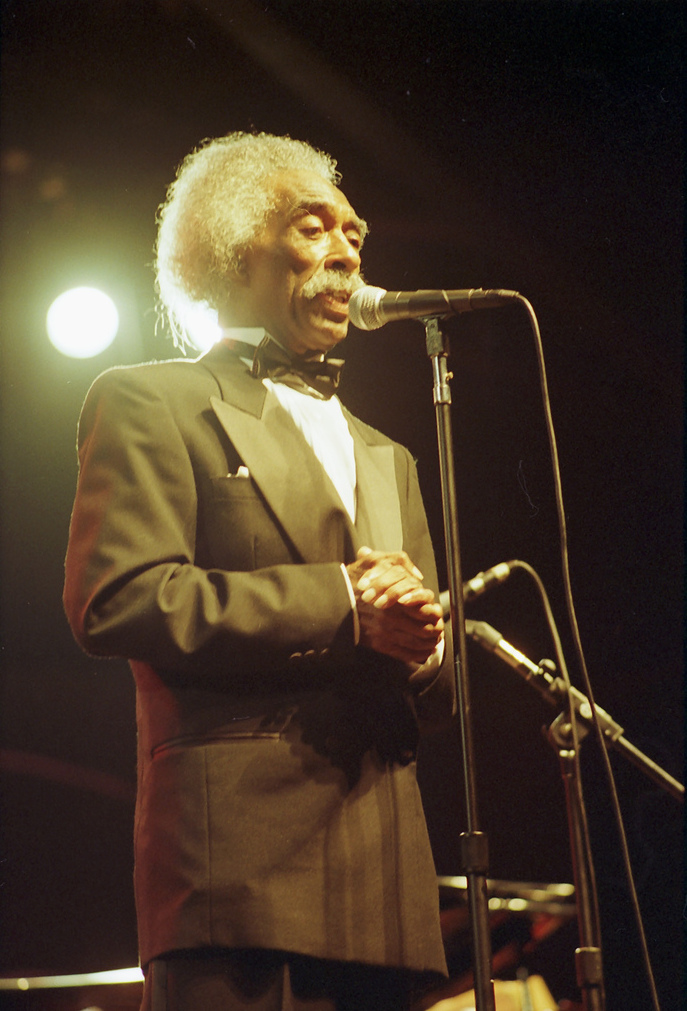
G. Wilson (2005)

Gerald Stanley Wilson (* 4. September 1918 in Shelby, Mississippi; † 8. September 2014 in Los Angeles) war ein US-amerikanischer Jazzmusiker (Trompeter, Arrangeur und Bandleader).

## Leben und Wirken
Wilson lebte ab 1932 in Detroit; er spielte anfangs Piano und lernte auf dem College Trompete. Nach ersten Auftritten in einem lokalen Club schloss er sich zwischen 1939 und 1942 der Band von Jimmy Lunceford an, wo er auch arrangierte. Anschließend ließ er sich in Los Angeles nieder, wo er mit Benny Carter, Les Hite und Phil Moore arbeitete; 1946 entstanden mehrere 78er für Black & White Records, u. a. eine Version von „One O’Clock Jump“. Nach dem Militärdienst gründete er eine eigene Big Band, die mit Unterbrechungen bis in die 1990er aktiv war und der viele bedeutende Musiker der Westküste (z. B. Bud Shank, Horace Tapscott, Eric Dolphy, Roy Ayers, Bobby Bradford, Joe Pass und Frank Morgan) angehörten. Mit seiner Band nahm er zahlreiche Schallplatten, vor allem für Pacific Jazz Records, auf. Mit dem Titel Viva Tirado konnte er 1963 einen Hit verbuchen. Freiberuflich schrieb er 1947 Arrangements für Duke Ellington, später für Dizzy Gillespie und Count Basie, mit denen er auch auf Aufnahmen als Trompeter zu hören ist. Später war er als musikalischer Leiter für Al Hirt und für Nancy Wilson tätig, trat aber auch auf dem Monterey Jazz Festival auf. Mitte der 1970er leitete er eine Radiosendung. Er lehrte (gemeinsam mit Kenny Burrell) Geschichte des Jazz an der University of California in Los Angeles.
Nachdem sich Wilson 1995 mit einem Big-Band-Album auf der Jazzszene zurückgemeldet hatte, entstand 1997 eine Produktion zum vierzigjährigen Bestehen des Monterey Jazz Festival; er schrieb ein „Theme for Monterey“, das zum Jubiläum des Festivals 1998 aufgeführt wurde. Auch zum fünfzigjährigen Jubiläum wurde ihm ein Kompositionsauftrag erteilt, für den er mit einer All-Star-Besetzung im Aufnahmestudio war (CD „Monterey Moods“, 2007). Er trat auch als Gastdirigent, beispielsweise mit der Carnegie Hall Jazz Band (jetzt Jon Faddis Jazz Orchestra of New York) und dem Chicago Jazz Ensemble, auf; im Februar 2006 führte er mit Wynton Marsalis und dem Jazz at Lincoln Center Orchestra seine Kompositionen und Arrangements auf.
Sein Sohn ist der Gitarrist Anthony Wilson (* 1968).

## Auszeichnungen
Wilsons Produktionen wurden regelmäßig für den Grammy nominiert. Für seine Tätigkeit als Hochschullehrer wurde er als „Teacher of the Year“ geehrt. Die US-amerikanische Kulturstiftung hat ihn 1990 mit ihrer NEA Jazz Masters Fellowship für sein Lebenswerk ausgezeichnet. Im März 2007 wurde er vom Kennedy Center als „Lebende Legende des Jazz“ geehrt. "Sein beeindruckendes Erbe wird uns weiter inspirieren", schrieben die Veranstalter der Grammys in einer Würdigung.

## Auswahldiskographie
- Gerald Wilson 1945–1946 (Classics)
- Moment of Truth (Pacific Jazz Records, 1963)
- Eternal Equinox (Pacific Jazz Records, 1969)
- State Street Sweet (Mama MMF, 1995)
- Theme for Monterey (Mama MMF, 1997), mit Oscar Brashear, Carl Saunders, George Bohanon, Snooky Young, Carl Randall

## Sammlung
- The Complete Pacific Jazz Recordings of Gerald Wilson and his Orchestra (1961–1969) – (Mosaic 2000) – 5 CDs mit Ray Triscari, Carmell Jones, John Ewing, Buddy Collette, Harold Land, Teddy Edwards, Jack Nimitz, Richard Holmes, Jimmy Bond, Mel Lewis, Al Porcino, Joe Maini, Walter Benton, Lou Blackburn, Bud Shank, Jack Wilson, Joe Pass, Jimmy Woods, Leroy Vinnegar, Melvin Moore, Anthony Ortega, Curtis Amy, Roy Ayers, Herbie Lewis, Bobby Bryant, Dennis Budimir, Don Randi, Victor Feldman, Jimmy Owens, Gary Barone, Conte Candoli, Laurindo Almeida, Charles Tolliver, Thurman Green, Hadley Caliman, Howard Johnson, Bobby Hutcherson, Frank Butler, Tommy Flanagan, Jimmy Rowles, Wilton Felder, Joe Porcaro, Ollie Mitchell, Bill Perkins, Mike Wofford, Ernie Watts, Jean-Luc Ponty, Paul Humphrey.